# Relations entre Israël et la Turquie

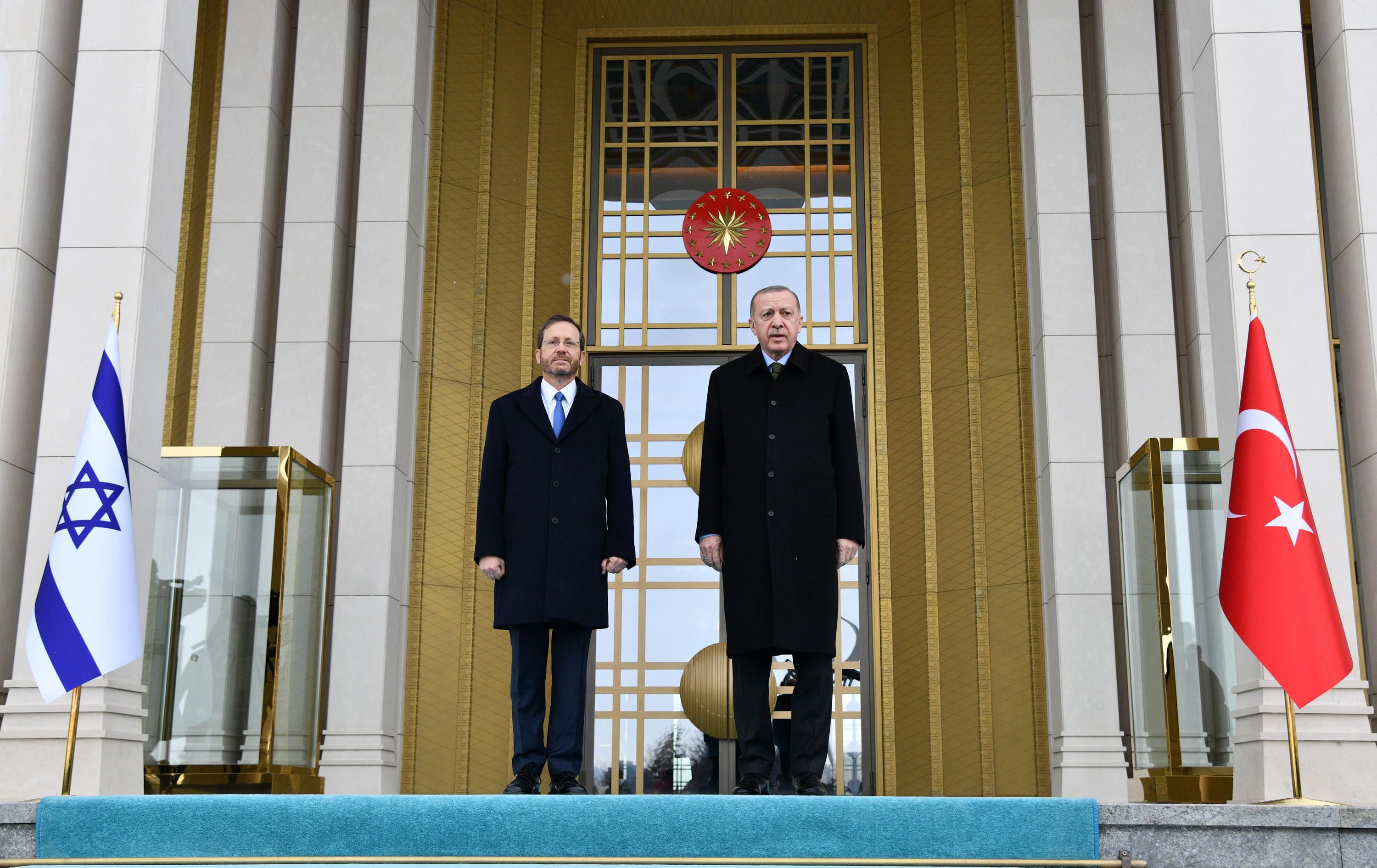
Le président Isaac Herzog pendant sa visite d'État en Turquie avec le président Recep Tayyip Erdoğan en mars 2022

Les relations entre Israël et la Turquie sont meilleures que celle entre Israël et beaucoup des pays à majorité musulmane du Moyen-Orient. 
Les deux pays ont longtemps été alliés, notamment pendant la Guerre froide, puis dans les années 1990 pour réprimer l’insurrection du Parti des travailleurs du Kurdistan
Toutefois, depuis l'abordage par l'armée israélienne d'un navire turc à destination de Gaza en 2010, les relations entre ces deux pays connaissent un regain de tension mais se maintiennent dans différents domaines de coopération.

## Histoire
Des communautés juives vivaient depuis de nombreux siècles dans les pays conquis ensuite par les Ottomans. Puis en 1492, l'Empire ottoman accueille des Juifs chassés d'Espagne, du Portugal et d'Italie méridionale par l'Inquisition, de Provence et de certains pays germaniques par les souverains locaux. Enfin, de nombreux Juifs sont sauvés par la Turquie durant la Seconde Guerre mondiale ; parmi eux, plusieurs centaines d'universitaires et d'artistes qui ont joué un rôle de premier plan dans la modernisation de la Turquie.

### Après la création d'Israël en 1948
Ankara est le premier État à majorité musulmane qui reconnait l'État hébreu, de facto en 1949 puis de jure un an plus tard.
Il adopte à l'égard du conflit israélo-arabe une politique de neutralité tout au long de la Guerre froide.
En 1958, le Premier ministre israélien David Ben Gourion et Golda Meir signent avec leur homologue turc Adnan Menderes un accord de coopération contre « le radicalisme au Moyen-Orient et contre l'influence soviétique » — au point qu’« Al-Dawa », journal des Frères musulmans en Égypte appela la Turquie « un second Israël », qui devrait être détruit lui aussi. La coopération entre les deux États va se prolonger jusqu'au début des années 1960, puis se ralentir lorsque la Turquie prend le parti de se rapprocher davantage de ses voisins arabo-musulmans. Adnan Menderes affirme, lors d’un voyage aux États-Unis, que les Arabes doivent « reconnaître à Israël le droit de vivre ». En 1956, la Turquie condamne la nationalisation du canal de Suez par l'Égypte, mais elle désapprouve toutefois l'attaque israélienne.
En 1967, la Turquie vote pour retrait des troupes israéliennes de Cisjordanie, de Gaza, du Sinaï et du Golan, mais contre la désignation d’Israël comme agresseur dans la guerre des Six Jours ; Ankara refuse également de rompre ses relations diplomatiques avec Tel Aviv.
Néanmoins, le coup d'État militaire de 1980 et la formation d'un gouvernement par Turgut Özal modifient la donne. En 1986, la Turquie nomme à Tel Aviv un chargé d'affaires ayant rang d'ambassadeur, geste diplomatique fort. La fin de la guerre froide précipite le rapprochement de la Turquie avec Israël.

### Après les Accords d'Oslo en 1991
Puis en 1991, les deux États procèdent à la nomination d'ambassadeurs dans leurs capitales. Les accords d'Oslo vont fortement accélérer le processus de rapprochement des deux États.
Ankara bénéficie de l'aide militaire de Tel-Aviv pour combattre le Parti des travailleurs du Kurdistan.
En 1996, le premier ministre islamiste Necmettin Erbakan se voit contraint par l'armée de signer un accord de coopération militaire avec Israël ainsi qu'un accord de libre-échange.
En 2004, Erdoğan déclare à l’université Harvard ; « La Turquie ne consentira pas à ce que quiconque menace le droit à la vie de l’État d’Israël ». Cependant à partir de 2007, les relations entre les deux pays se dégradent. Cela s'explique par plusieurs facteurs : le premier est l'idéologie islamiste du Parti de la justice et du développement (AKP). L'AKP est lié aux Frères musulmans et au Hamas,. Le second, c'est la réussite économique de la Turquie et la volonté des dirigeants turcs de devenir une puissance importante du Moyen-Orient. Le pouvoir turc utilise la cause palestinienne chère au cœur de la majorité des musulmans pour gagner la sympathie du monde arabe et pour gagner du poids au Moyen Orient. C'est en effet Ahmet Davutoğlu, l'idéologue du régime, qui réoriente la politique étrangère de la Turquie. Selon lui, pour jouer un rôle majeur dans la région, il faut jouer la carte pro-palestinienne. Cependant, le 13 novembre 2007, Shimon Peres est le premier dirigeant de l'État d'Israël à prononcer un discours devant la Grande Assemblée nationale de Turquie.
En janvier 2009, alors qu’Israël dirige une violente offensive militaire contre la bande de Gaza (1 400 morts palestiniens dont une majorité de civils et 13 morts israéliens), Recep Tayyip Erdoğan qualifie lors de son intervention au Forum économique mondial de Davos le président israélien Shimon Pérès d' « assassin d'enfants ». Furieux d'être interrompu par le modérateur, il réclame « une minute » pour conclure son propos, avant de se lever et de quitter brusquement la scène.
Néanmoins, les échanges commerciaux entre les deux États ne ralentissent pas.

### Affaire de la flottille en 2010
Le 31 mai 2010, des commandos de la marine de guerre israélienne prennent d'assaut le ferry turc Mavi Marmara, navire amiral d'une flottille humanitaire internationale dont le fondateur est fortement suspecté par l'institut danois d'études internationales (en) (DIIS) et le juge Jean-Louis Bruguière d'activisme jihadiste et l'association de politique islamiste. L'escorte appelée « Flottille de la Liberté » constituée du Mavi Marmara et de deux autres bâtiments de l'association, le Gazze et le Defne Y, sont en partance pour Gaza, dans les eaux internationales afin de briser le blocus israélien et malgré les mises en garde réitérées du gouvernement israélien les informant qu'ils violent l'espace maritime israélien, la flottille persiste dans ses intentions d'accoster à Gaza. Dix passagers y trouvent la mort. Le raid déclenche une indignation internationale et une sérieuse dégradation des relations entre Israël et la Turquie qui exige des « excuses » ainsi que la levée du blocus de Gaza. Désormais, Ankara s'en remet à la Cour internationale de justice pour statuer sur la légalité du blocus de Gaza.
Le rapport du Conseil des droits de l'homme des Nations unies juge que l'attaque d'Israël viole les droits de l'Homme et le droit international. Le rapport précise que « le comportement de l'armée israélienne et autres personnels envers les passagers de la flottille n'était pas seulement disproportionné par rapport à la situation mais démontrait des niveaux de violence totalement inutiles et incroyables, et un niveau inacceptable de brutalité. Un tel comportement ne peut être ni justifié ni toléré pour des motifs de sécurité ou autres. Il constitue une violation grave des droits de l'homme et du droit humanitaire international ».
Le 22 mars 2013, pour la première fois dans l'histoire d'Israël, un Premier ministre s'excuse de l'attaque des forces qu'il dirige contre des civils. Benyamin Netanyahou appelle le Premier ministre turc Recep Tayyip Erdoğan pour présenter ses excuses au peuple turc, admet que ces erreurs ont conduit à des pertes humaines qui n'auraient pas dû avoir lieu et donne son accord pour l'indemnisation des familles, encore en débat. Ses excuses auraient été faites à la suite de pressions américaines. La Turquie, pour la normalisation des relations bilatérales, demande désormais la levée du blocus de la bande de Gaza.
En dépit des négociations entre les deux États, un tribunal d'Istanbul condamne, en mai 2014, quatre anciens responsables militaires israéliens impliqués dans l'assaut contre la flottille qui étaient jugés depuis 2012 par contumace. Elle demande à Interpol d'agir en vue de leur arrestation.
En juillet 2014, Recep Tayyip Erdoğan critique les actions « disproportionnées » de l'armée israélienne lors de son offensive en cours contre Gaza et affirme que celle-ci a surpassé Hitler en barbarie. L'opinion publique turque est aussi très en colère contre cette opération militaire israélienne.
Courant 2015, un autre convoi baptisé Flottille de la Liberté III tente à nouveau de briser le blocus de la bande de Gaza, transportant à son bord d'importantes personnalités politiques. L'armée israélienne, pour éviter le fiasco de 2010, en prend possession sans violence pour la conduire au port d'Ashdod, comme elle l'avait demandé à la première flottille.

### Reprise des relations en 2015
Il faut attendre le 16 décembre 2015 pour que le principe et les détails d’une reprise des relations diplomatiques entre Israël et la Turquie soient conclus. L'accord prévoirait le retour d’un ambassadeur dans les deux capitales, l’annulation des poursuites turques contre de hauts responsables militaires israéliens, la création d’un fonds doté de 20 millions de dollars destiné à dédommager les familles des victimes, l'expulsion de Turquie de Saleh al-Arouri, l'un des dirigeants du Hamas. D'autre part, la Turquie renonce à exiger une levée de l'embargo et du blocus de Gaza. Enfin, les deux pays envisagent une vaste coopération dans le domaine gazier, avec notamment la construction d’un pipeline israélien passant par la Turquie, destiné à acheminer le produit des gisements gaziers de Léviathan vers l’Europe. Ce rapprochement entre les deux pays serait dû, selon les spécialistes, à l'isolement de la Turquie sur la scène internationale qui, en mal d'alliés, voudrait renouer avec Israël.
En Turquie, cet accord est présenté comme un grand succès d'Erdoğan. De grandes affiches le montrent esquissant un sourire satisfait tandis qu'en retrait Benyamin Netanyahou tire une mine plutôt renfrognée. « Cher premier ministre, nous vous sommes reconnaissants d'avoir permis à notre pays de connaître une telle fierté », peut-on lire en lettres imposantes.
Le 27 juin 2016, Israël et la Turquie annoncent la normalisation de leurs relations diplomatiques — l'accord est signé le 28 juin — : Israël verse 20 millions de dollars aux familles des dix Turcs tués lors de l'assaut du Mavi Marmara et accepterait que les Turcs acheminent, via le port israélien d’Ashdod, « plus de 10 000 tonnes d’assistance humanitaire» pour la construction avec des fonds turcs d’une centrale électrique, d’une usine de dessalement et d’un hôpital à Gaza. La Turquie s’est aussi engagée à empêcher le Hamas, au pouvoir à Gaza, de mener des activités contre Israël depuis son territoire.
Après six ans d’absence diplomatique, le 15 novembre 2016, Israël nomme à nouveau un ambassadeur en Turquie : il s'agit d'Eitan Na'eh (en). Le lendemain, Kemal Ökem (tr), un proche du Premier ministre turc Binali Yıldırım, est désigné comme ambassadeur en Israël,. Le 5 décembre 2016, Recep Tayyip Erdoğan accueille chaleureusement Eitan Na'eh, lors de la cérémonie de remise de ses lettres de créance.
Le premier ministre israélien Benjamin Netanyahu considère l’arrivée du nouvel ambassadeur turc comme un « événement important », et condamne l'attaque terroriste dont Istanbul vient d'être victime. Il appelle la Turquie, toujours silencieuse à ce sujet, à condamner à son tour les attaques terroristes sur le sol israélien.
Quelques jours auparavant, Erdoğan accorde une interview à une télévision israélienne et s'il y relativise son propos de 2014 sur Hitler, il reste critique à l'égard d'Israël, l'accusant encore de barbarie, de vouloir modifier le statu quo de Jérusalem et reconnait être proche de l'organisation Hamas qu'il ne considère pas comme un mouvement terroriste. En 2019, Erdoğan compare à nouveau la politique d'Israël et celle des Nazis, à l'Assemblée générale des Nations unies.
La Turquie et Israël partagent une position commune concernant le conflit au Haut-Karabagh, soutenant militairement l’Azerbaïdjan contre l’Arménie.
L’État israélien a toujours refusé de reconnaître le génocide arménien.

### Nouvelle détérioration des relations depuis 2018
Durant la marche du retour en 2018, des dizaines de Palestiniens sont tués et des milliers d'autres blessés par des soldats israéliens alors qu'ils protestent à la frontière entre Israël et la bande de Gaza contre l'inauguration de l'ambassade des États-Unis à Jérusalem. À la suite de cela, le président turc Erdoğan et le Premier ministre israélien Netanyahou ont un échange très dur sur les réseaux sociaux, Erdoğan qualifie la réponse israélienne d'« attaque inhumaine » et traite Netanyahou de « terroriste », Netanyahou y répond en disant que « l'armée la plus morale du monde ne se fera pas sermonner sur la moralité par quelqu'un qui, depuis des années, bombarde aveuglément des civils » et plus précisément des « villageois kurdes ». À la suite de cet incident, en mai 2018, la Turquie renvoie l'ambassadeur israélien Eitan Na'eh et le soumet à un contrôle de sécurité à l'aéroport. Ce contrôle est filmé à la demande de la Turquie, ce qui est perçu comme une « humiliation » côté israélien. Israël convoque alors le chargé d'affaires turc Umut Deniz à Jérusalem pour le réprimander et lui faire subir des contrôles « similaires » devant caméra,. Depuis, les deux pays n'ont pas d'ambassadeurs respectifs. Mais, en 2020, les deux pays essayent par des canaux secrets de rétablir les relations diplomatiques surtout après l'élection de Joe Biden au poste de président des États-Unis,.

### Redémarrage de relations plus cordiales puis nouvelles tensions
La visite d'État, le 9 mars 2022, du président israélien Isaac Herzog en Turquie, la première depuis quatorze ans, marque le début d'un réchauffement des relations entre les deux pays. Le président Erdoğan insiste sur « l'importance » qu'il attache à « la coopération en matière de sécurité et de sécurité énergétique » avec Israël. La question est d'autant plus brûlante dans le contexte du conflit entre la Russie et l'Ukraine que la plupart des pays européens cherchent à réduire leur dépendance au gaz russe,. La reprise des relations diplomatiques est annoncée le 17 août 2022 par Israël. Durant le séisme de 2023, Israël se décrit comme le deuxième pays ayant envoyé le plus de secouristes après l’Azerbaïdjan. Les secouristes israéliens récupèrent d'anciens rouleaux du Livre d'Esther restés intacts après le séisme.
Cependant les relations se sont considérablement détériorées en 2023-2024 dans le contexte de la guerre à Gaza. La Turquie cherche d'abord à tenir un rôle de médiatrice entre les protagonistes et avance dans les premières semaines de la guerre un plan de garantie de sécurité. Une proposition ignorée par Israël et les États-Unis, qui conduit Ankara à durcir le ton.  Erdoğan déclare ainsi : « Si on ne l'arrête pas, cet État voyou et terroriste jettera tôt ou tard son dévolu sur l'Anatolie ». La Turquie a récemment suspendu ses relations commerciales avec Israël pour le « forcer à accepter un cessez-le-feu et à augmenter le volume d'aide humanitaire entrant » à Gaza. Fin juillet 2024, le président turc suggère que la Turquie puisse intervenir militairement contre Israël dans la guerre à Gaza. Après la déclaration d’Erdoğan, le ministre des Affaires étrangères israélien Israël Katz déclare « Erdoğan suit les traces de Saddam Hussein [qui avait envahi le Koweit]. Il devrait se rappeler comment ça s’est terminé »,. Le 13 novembre 2024, La Turquie d’Erdoğan rompt toutes ses relations diplomatiques avec Israël. 
Néanmoins, le pétrole azerbaïdjanais continue d'être acheminé en Israël via la Turquie malgré la suspension de tout commerce entre Ankara et Jérusalem. 
Après la chute du régime d’Assad, la Turquie et Israël sont perçus comme les principaux bénéficiaires de la chute du régime syrien,. Tel-Aviv a particulièrement contribué au succès de l'offensive de Hayat Tahrir Al-Cham (HTC) - soutenue par la Turquie - par ses bombardements intensifs sur le Hezbollah et d'autres alliés de Damas.. « Au fond, explique Henri Barkey, professeur émérite de relations internationales à Lehigh, Israël et la Turquie se trouvent dans des situations comparables en Syrie. Ils occupent tous deux un territoire syrien important. Ils font face à des défis sécuritaires similaires : le YPG pour les Turcs, et le Hezbollah ainsi que d'autres groupes pour Israël. Ils ne veulent pas du retour des Iraniens, même si cela a peu de chances d'arriver. »  L'affaiblissement de l'Iran, rival historique, satisfait la Turquie.
Début avril, la Turquie a tenté de prendre le contrôle de la base aérienne de Tiyas (T-4) en Syrie, près de Palmyre. Israël l’a détruit avant que la Turquie n’ait pu le faire.
La Turquie cherche à éviter toute confrontation avec Israël en Syrie, malgré les frappes israéliennes répétées sur des sites militaires syriens qui ont affaibli la capacité du nouveau gouvernement à dissuader les menaces, a déclaré le ministre turc des Affaires étrangères, Hakan Fidan, à l'agence Reuters. Fidan a également annoncé que des discussions au niveau technique avaient eu lieu avec Israël pour éviter tout conflit.
Le correspondant militaire de la radio de l'armée israélienne, Doron Kadosh, dans un message publié sur son compte X, a souligné la possibilité que l'administration de Washington livre des F-35 à la Turquie. Kadosh a souligné que la possession de F-35 par la Turquie ferait perdre à Israël son avantage aérien dans la région, et a attiré l'attention sur le fait que la Turquie et Israël deviennent de plus en plus des rivaux stratégiques.

## Domaines de collaboration

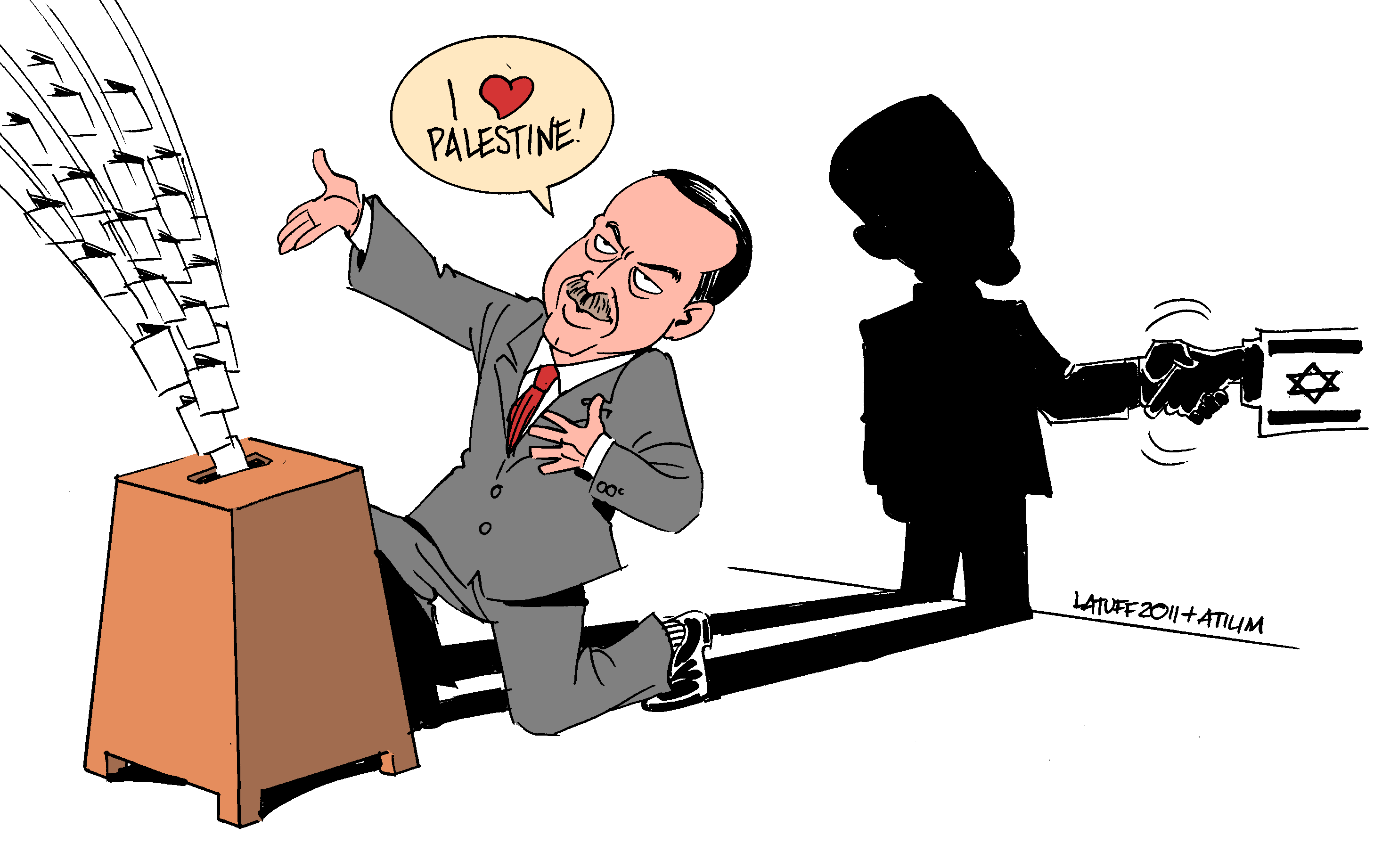
Caricature du comportement de Recep Tayyip Erdoğan par rapport au conflit israélo-palestinien, par le dessinateur pro-palestinien C. Latuff.

La coopération entre Israël et la Turquie est extrêmement vaste et recouvre de nombreux domaines, comme l'économie, la technologie militaire, le tourisme, la culture. Les liens politiques et diplomatiques sont très forts, le partenariat israélo-turc étant largement soutenu par les États-Unis,.

### Technologies
La Turquie et Israël ont signé en février et août 1996 deux accords de coopération militaire et d'échanges de haute technologie.

### Eau
Le potentiel hydrologique de la Turquie est important, par rapport aux autres pays du Moyen-Orient. L'un des rares moyens d'Israël de faire face à sa pénurie d'eau est l'importation par tankers et par désalinisation grâce à une innovation israélienne.
En août 2002, Israël et la Turquie ont signé un accord portant sur 50 millions de m3 d'eau douce par an pendant vingt ans, pour une valeur d'environ un milliard d'euros.
Début décembre 2010, malgré les dernières tensions entre Israël et la Turquie, les Turcs envoient deux bombardiers d'eau en Israël pour faire face à l'incendie qui ravage le mont Carmel.

### Énergie
En novembre 2008, le Premier ministre turc Recep Tayyip Erdoğan a déclaré lors de sa visite en Inde que Israël et la Turquie ont un projet de pipelines qui permettra de fournir du gaz et du pétrole à l'Inde. Selon le premier ministre turc « l'Inde aura ainsi plus facilement accès aux sources d'énergie proposées par l'Asie centrale et la région caspienne ».
Les pipelines sortiront de la région de la mer Caspienne pour aboutir au port méditerranéen de Ceyhan en Turquie. De là des pipelines supplémentaires traverseront Israël pour conduire le gaz et le pétrole au port d'Eilat sur la mer Rouge. En plus de l'Iran, c'est le canal de Suez que les pétroliers indiens pourront éviter en faisant parvenir les matières par le golfe d'Aqaba.

### Militaire
Les accords militaires actuels entre Israël et la Turquie sont ambigus pour un gouvernement d'un pays à majorité musulmane, mais sont un exemple du rôle géostratégique que peut jouer la Turquie dans cette région.
La Turquie et Israël ont signé en février et août 1996 deux accords de coopération militaire et d'échanges de haute technologie. Israël pouvait également se servir de l'espace aérien et maritime turc pour ses entraînements.
L'alliance militaire entre les deux pays est rompue depuis juin 2010, aux lendemains de l'attaque d'un navire turc en route pour la Palestine (Flottille de la liberté) (voir supra) par Tsahal qui a fait 10 morts.  

### Antiterrorisme
Israël avance en 2019 qu'au cours des trois dernières années, ses services de renseignements (dont le Mossad) ont permis de déjouer des dizaines d'attentats de l'Etat islamique et de l'Iran dans une vingtaine de pays et notamment en Turquie, même quand les relations diplomatiques entre les deux pays étaient rompues.

## Médiation

### Israël et la Syrie
Depuis 2008, à l’initiative des autorités turques, la Turquie assure une médiation entre Israël et la Syrie pour relancer des pourparlers de paix entre les deux pays, rompus en 2000. Le président turc Recep Tayyip Erdoğan a affirmé que cette initiative s'inscrivait dans la volonté plus large d'Ankara de contribuer à la paix au Proche-Orient. Toutefois, à la suite de la guerre civile syrienne et des frappes aériennes menées par Israël sur le sol syrien, les discussions ont été abandonnées.

### Israël et le Pakistan
En septembre 2005, une réunion « historique » entre les ministres israélien et pakistanais des Affaires étrangères s’est tenue à Istanbul. Silvan Shalom a estimé que ces discussions représentaient « une avancée considérable » et « le début d’une nouvelle période de relations ouvertes et d’intérêts mutuels » ; il a dit espérer qu’elles puissent conduire « à une relation diplomatique entière avec le Pakistan, comme nous aimerions le faire avec tous les pays arabes. » Les deux hommes se sont ensuite serré la main devant les caméras en compagnie du ministre d’État turc Mehmet Aydın qui représentait le Premier ministre Erdoğan. La Turquie a ainsi pu jouer de ses liens avec Islamabad et Tel Aviv[réf. nécessaire] pour favoriser le rapprochement entre les deux pays.

## Échanges commerciaux
Israël est l'un des pays non européens avec qui la Turquie a le plus intensifié ses échanges commerciaux depuis les années 1980. Le volume des échanges est passé de cinquante millions de $ en 1985 à 1,3 milliard en 2002.
En 2019, les exportations d'Israël vers la Turquie étaient menées par les produits chimiques avec une part de près de 50 %, suivis par les plastiques (12 %) et les carburants (9 %), comme le montrent les chiffres de l'Institut israélien des exportations. Les importations en provenance de Turquie étaient plus variées, aucun secteur ne dominait. Les plus grandes importations israéliennes de Turquie par secteur étaient les véhicules (18%) et le fer et l'acier (16%), suivis par les plastiques (7%), les machines (6%) et le ciment (5%). Le commerce bilatéral a atteint 6,2 milliards de dollars en 2018 avant de tomber à 5,5 milliards en 2019, selon les chiffres du Centre du commerce international basé à Genève, une agence conjointe des Nations unies et de l'Organisation mondiale du commerce. Cela fait de la Turquie le sixième partenaire commercial d'Israël.